# Opération Condor (Mexique)
Pour les articles homonymes, voir Opération Condor (homonymie).
L'Opération Condor est le nom de code d'une opération armée menée par le Mexique entre 1975 et 1978, sous la présidence de Luis Echeverría (1970-76) et de José López Portillo (1976-82) pour tenter d'éradiquer les cultures de plantes psychotropes, en particulier dans le « triangle d'or »  des États de Sinaloa, Durango et Chihuahua, d'où proviennent nombre de cartels de la drogue d'aujourd'hui, comme le cartel de Sinaloa. 

## L'échec de l'opération
Dirigée par le général José Hernández Toledo, qui avait participé au massacre de Tlatelolco en 1968 et à d'autres répressions de mouvements universitaires, l'opération impliqua 10 000 soldats. Sur le plan judiciaire, l'opération était sous la responsabilité du représentant du procureur général du Mexique, Carlos Aguilar Garza. Le général Hernández Toledo prédit la fin du narcotrafic en six mois, faisant pour cela usage massif de défoliants et se rendant coupable de nombreuses violations des droits de l'homme. 
L'Opération Condor, menée en lien étroite avec la DEA, échoua cependant. Des centaines de tonnes de stupéfiants furent détruits, aboutissant à faire monter les prix du marché et à baisser l'afflux vers les États-Unis, mais de nouvelles filières, issues d'autres pays d'Amérique latine, furent rapidement reconstituées. Des centaines de paysans furent contraints à s'exiler dans d'autres régions du Mexique, suivis par les barons de la drogue, qui s'installèrent notamment à Guadalajara, où émergea le cartel de Guadalajara dans les années 1980. Des centaines de personnes furent également arrêtées, torturées et incarcérées ; parmi elles, pas un seul gros bonnet. 
Un informateur de la DEA déclara en 1988 que la Dirección Federal de Seguridad (DFS) avait aidé les trafiquants à se relocaliser à Guadalajara, capitale du Jalisco et deuxième ville du pays.
Le représentant du procureur général, Carlos Aguilar Garza, devint lui-même un trafiquant notoire, avant d'être assassiné en 1993.

## Source principale
- Luis Astorga, Drug Trafficking in Mexico: A First General Assessment, papier rédigé pour l'UNESCO, programme MOST (Management of Social Transformations)